# Деланой, Свен
Свен Деланой (нидерл. Sven Delanoy; родился 7 октября 1983 года, Тюрнхаут) — бельгийский футболист, игравший на позициях защитника и полузащитник. Ранее выступал за нидерландские команды «Виллем II», «Розендал» и «Дордрехт», а также за бельгийские «Тюрнхаут», «Синт-Никлас», «Дейнзе» и «Темсе».

## Карьера
Свен Деланой начинал свою футбольную карьеру в молодёжном клубе «Врей Арендонк», а затем он переехал в Нидерланды, где стал выступать за молодёжный состав тилбургского «Виллема II». В 2003 году Свен был заявлен в основной состав команды.
Дебют молодого полузащитника в команде состоялся 23 сентября 2003 года в матче Кубка Нидерландов против клуба «Беннеком». Через шесть дней, 28 сентября, Свен сыграл свою первую игру в Эредивизи; на выезде его команда крупно уступила амстердамскому «Аяксу» со счётом 6:0. В дебютном сезоне в Эредивизи он отыграл всего 4 матча, а его команда по итогам сезона заняла в турнирной таблице 7-е место.
В двух последующих сезонах (2004/05 и 2005/06) Свен редко попадал в основной состав команды, за два сезона он провёл только 13 матчей. Всего в составе «Виллема II»  Свен провёл 17 матчей в Эредивизи, а в различных турнирах, он провёл за клуб 25 матчей и забил 5 голов.
В начале июля 2006 года Деланой подписал контракт на три года с клубом «Розендал», который выступал в Эрстедивизи. Дебют Свена состоялся 1 августа 2006 года в домашнем матче против клуба «ТОП Осс», Деланой появился в матче с первых минут, а на 83-й минуте Свен с передачи Лауренса тен Хёвеля отметился первым забитым мячом за «Розендал». В итоге его команда победила со счётом 3:1, а Свен получил возможность закрепиться в основном составе. В своём первом же сезоне за клуб Свен забил 7 мячей в 36 матчах, став одним из лучших игроков в «Розендале», который по итогам сезона 2006/07 занял третье место. В сезоне 2007/08 Деланой выступая на позиции правого полузащитника отыграл за «Розендал» 37 матчей и забил два мяча, его же команда выступила неудачно, клуб завершил сезон на 11-м месте.
В январе 2009 года Свен в интервью одному спортивному нидерландскому интернет изданию заявил, что он находится в недоумении почему клуб не предполагает ему новый контракт, который заканчивается в июне 2009 года. Как сообщил футбольный агент предоставляющий интересы 25-летнего полузащитника «Розендала», к Свену проявляют интерес бельгийские и нидерландские команды. В середине мая Свен заключил двухлетний контракт с клубом «Дордрехт».

## Статистика выступлений
| Клуб             | Сезон            | Чемпионат | Чемпионат | Плей-офф чемпионата | Плей-офф чемпионата | Кубки | Кубки | Европейские кубки | Европейские кубки | Итого | Итого |
| Клуб             | Сезон            | Игры      | Голы      | Игры                | Голы                | Игры  | Голы  | Игры              | Голы              | Игры  | Голы  |
| ---------------- | ---------------- | --------- | --------- | ------------------- | ------------------- | ----- | ----- | ----------------- | ----------------- | ----- | ----- |
| Виллем II        | 2003/04          | 4         | 0         | —                   | —                   | 2     | 0     | 0                 | 0                 | 6     | 0     |
| Виллем II        | 2004/05          | 9         | 0         | —                   | —                   | 3     | 0     | —                 | —                 | 12    | 0     |
| Виллем II        | 2005/06          | 4         | 0         | 0                   | 0                   | 1     | 0     | 2                 | 0                 | 7     | 0     |
| Виллем II        | Итого            | 17        | 0         | 0                   | 0                   | 6     | 0     | 2                 | 0                 | 25    | 0     |
| Розендал         | 2006/07          | 36        | 7         | 2                   | 0                   | 3     | 0     | —                 | —                 | 41    | 7     |
| Розендал         | 2007/08          | 37        | 2         | —                   | —                   | 1     | 0     | —                 | —                 | 38    | 3     |
| Розендал         | 2008/09          | 33        | 2         | —                   | —                   | 1     | 1     | —                 | —                 | 34    | 3     |
| Розендал         | Итого            | 106       | 11        | 2                   | 0                   | 5     | 0     | —                 | —                 | 113   | 13    |
| Дордрехт         | 2009/10          | 26        | 3         | —                   | —                   | 2     | 0     | —                 | —                 | 28    | 3     |
| Дордрехт         | Итого            | 26        | 3         | —                   | —                   | 2     | 0     | —                 | —                 | 28    | 3     |
| Тюрнхаут         | 2010/11          | 29        | 3         | 2                   | 0                   | 2     | 0     | —                 | —                 | 33    | 3     |
| Тюрнхаут         | 2011/12          | 18        | 1         | —                   | —                   | 2     | 0     | —                 | —                 | 20    | 1     |
| Тюрнхаут         | Итого            | 47        | 4         | 2                   | 0                   | 4     | 0     | —                 | —                 | 53    | 4     |
| Синт-Никлас      | 2011/12          | 2         | 0         | —                   | —                   | 0     | 0     | —                 | —                 | 2     | 0     |
| Синт-Никлас      | Итого            | 2         | 0         | 0                   | 0                   | 0     | 0     | —                 | —                 | 2     | 0     |
| Всего за карьеру | Всего за карьеру | 198       | 18        | 4                   | 0                   | 17    | 0     | 2                 | 0                 | 221   | 20    |

(откорректировано по состоянию на 22 января 2012 года)